# Elisa Martins da Silveira
Elisa Martins da Silveira (Teresina, 1912 – Rio de Janeiro, 28 de abril de 2001) foi uma pintora brasileira, da escola primitiva ou “naïf”. Está representada na coleção do MAR (Museu de Arte do Rio), com uma tela de grande porte, sem título, que participou da II Bienal de São Paulo e de exposições sobre o Grupo Frente. Trata-se de uma doação do Fundo Z.